# IV век
IV (четвёртый) век  по юлианскому календарю — век с 1 января 301 года по 31 декабря 400 года. Это 4-й век 1-го тысячелетия.  Закончился 1625 лет назад.

## События

### Первая половина IV века

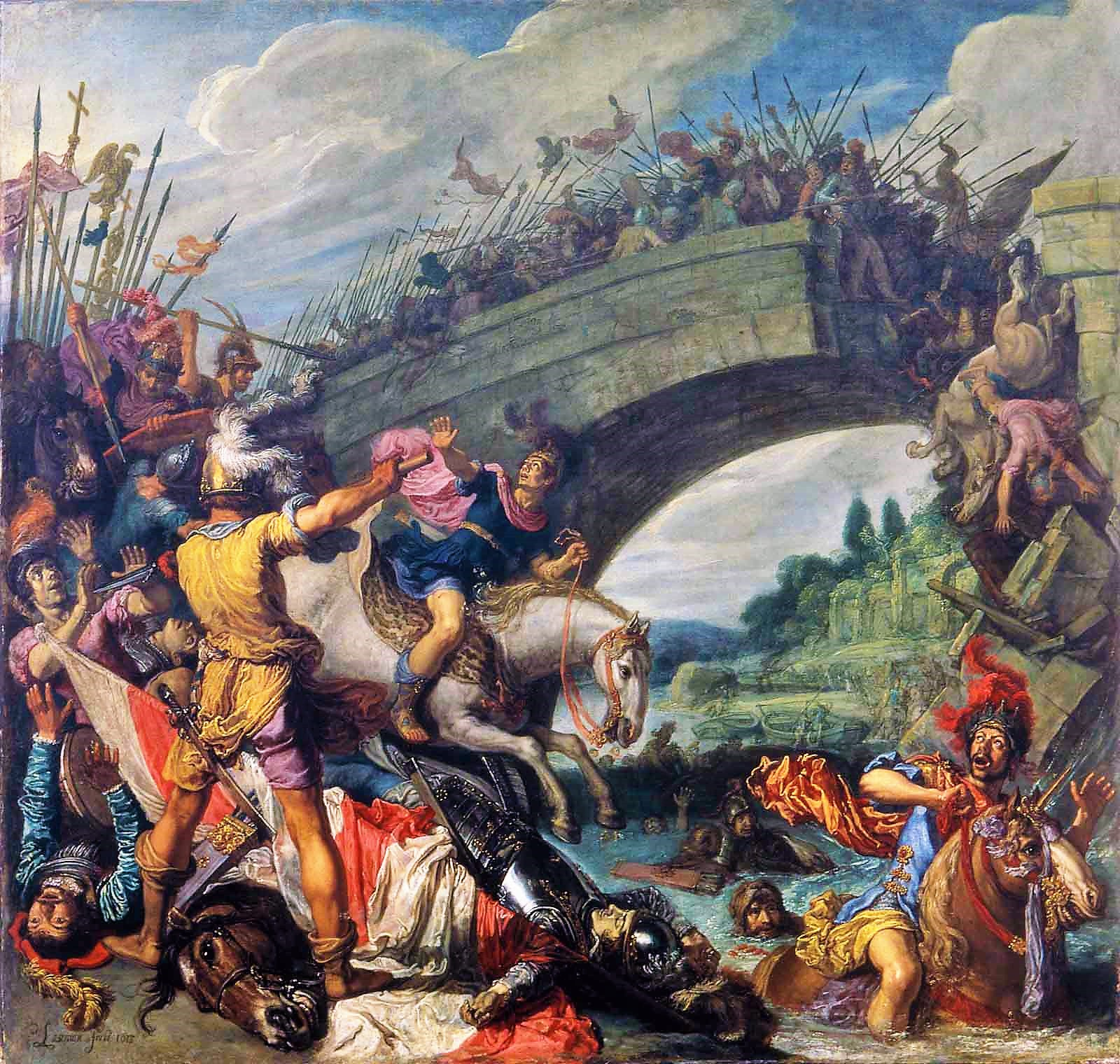
Битва у Мульвийского моста (Питер Ластман)

- В Римской империи период домината (начавшийся со времени правления Диоклетиана). В борьбе с инфляцией принят Эдикт Диоклетиана о ценах (301). Начало самых тяжёлых гонений на христиан (303; Диоклетианское преследование), не признававших божественность императора.
- В Китае завершена Война восьми князей (291—306) победой Сыма Юэ. В ослабленный войной Северный Китай началось вторжение «Пяти варварских племён» (Wu Hu), образовался конгломерат «Шестнадцати варварских государств» (304—439).
- Гражданские войны начались в Римской империи (306—324; Civil Wars of the Tetrarchy) после отречения от власти римских августов Диоклетиана и Максимиана (305) согласно установленному порядку тетрархии (293—313).
- Константин I Великий (272—337) стал августом после победы в Битве у Мульвийского моста (312), упразднил преторианцев, вёл войны с правителем восточных территорий Римской империи — Лицинием.
- (301) Великая Армения принимает христианство в качестве государственной религии. Армения становится первым христианским государством.
- Константин I разрешил христианство принятием Миланского эдикта о веротерпимости (313). Принял законы об освобождении церкви от повинностей и налогов, защищающие рабов и заключённых, запрещающие казни на распятии и гладиаторские бои.
- Хунну захватили столицу Китая Лоян (311), новая столица Чанъань также пала (316), остатки двора династии Цзинь бежали на юго-восток, где основали государство Восточная Цзинь (317—420).
- Основание Империи Гупта (320—550) начинает расцвет индийской цивилизации. На юге создано государство Паллава (315—898). Крупный поход Самудрагупты в Южную Индию в середине IV века.
- Константин I Великий стал единовластным правителем после победы над Лицинием (324). Начало масштабного строительства в Византии (324), после которого туда была перенесена столица, переименованная в Константинополь (330). Римская армия под предводительством Криспа проводит успешные операции против франков и алеманнов (318—323).
- Первый Никейский собор (325) определяет основные догматы христианства. Церковь получила право приобретать недвижимое имущество (321). Нехристиан начали подвергать преследованиям как язычников, языческие храмы закрывают или изменяют в христианские (341).
- Власть в Римской империи разделена между тремя императорами (337). Новый период Римско-персидских войн (337—350) начинает Государство Сасанидов при правлении Шапура II (309—379). Сражение под Сингарой (344).
- В результате войны за африканские территории запад и центр Римской империи объединены под властью Константа (340), утверждавшего никейское христианское течение; в восточной части империи Констанций II утверждал арианское христианское течение.
- Мероитское царство (785 год до н. э. — 350 год н. э.) и Эритрея присоединены к Аксумскому царству. Южная Япония объединена в государство Ямато (250 (300) — 710). Жуаньский племенной союз азиатских кочевников укрепляется в IV веке. Возникают государства на северо-западе Явы (Тарума) и на юге Калимантана.

| Государственные деятели                  | Государственные деятели  | Государственные деятели      | Государственные деятели        | Государственные деятели | Государственные деятели     | Государственные деятели                                                                 |
| ---------------------------------------- | ------------------------ | ---------------------------- | ------------------------------ | ----------------------- | --------------------------- | --------------------------------------------------------------------------------------- |
|                                          |                          |                              |                                |                         |                             |                                                                                         |
| Диоклетиан 245—313 август                | Максимиан 250—310 август | Максенций 278—312 август     | Галерий 250—311 август         | Лициний 263—325 август  | Константин I 272—337 август | Королева Кумарадеви и король Чандрагупта I на монете своего сына Самудрагупты (350—380) |
| Шапур II (слева) ?—379 шаханшах Сасаниды | Констант 323—350 август  | Констанций II 317—361 август | Xie An 320—375 император Китай |                         |                             |                                                                                         |

| Галерея                                  | Галерея                                                | Галерея                      | Галерея                             | Галерея | Галерея | Галерея | Галерея | Галерея |
| ---------------------------------------- | ------------------------------------------------------ | ---------------------------- | ----------------------------------- | ------- | ------- | ------- | ------- | ------- |
|                                          |                                                        |                              |                                     |         |         |         |         |         |
| Эдикт Диоклетиана о ценах фрагмент (301) | Последняя молитва христианских мучеников. Ж.-Л. Жером. | Первый Никейский собор (325) | Евсевий Кесарийский 263—340 историк |         |         |         |         |         |

### Вторая половина IV века

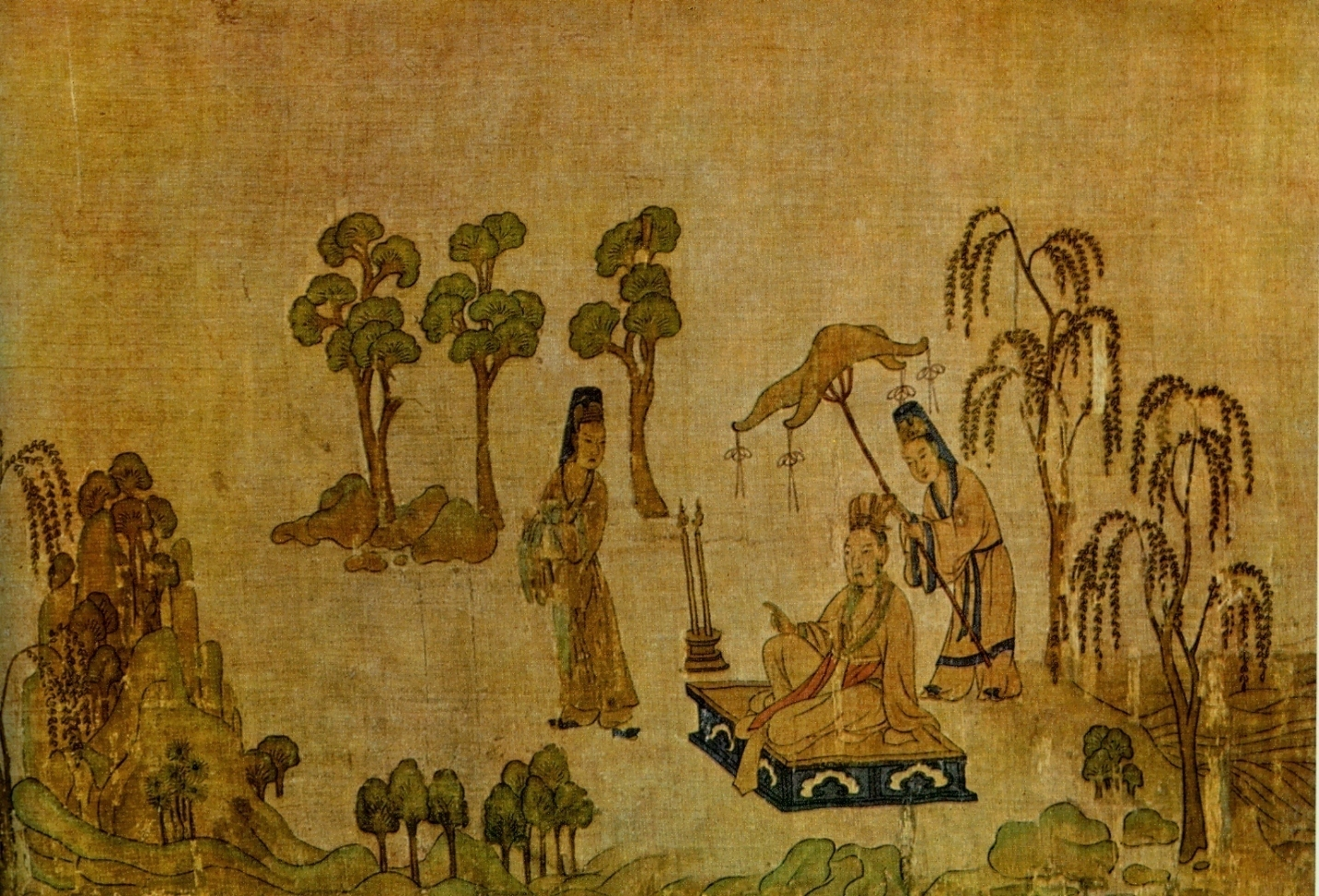
Гу Кайчжи. Свиток «Фея реки Ло», деталь. Копия XII или XIII века. Галерея Фрир, Вашингтон.

- Гунны продвигаются на запад, атакуя государства и племена. В середине IV века они разгромили закаспийских аланов, перешли Урал, Волгу и вторглись на территорию западных аланов, нападают на грейтрунгов (остготов). Белые гунны (эфталиты) вторгались в Персию и Индию. Гунны разгромили остатки кушанской державы на рубеже IV—V веков.
- Магн Магненций в результате заговора узурпировал власть в западной части Римской империи (350). В результате гражданской войны (350—353) с восточной частью победу одержал Констанций II, ставший единовластным правителем Римской империи. Вторжение алеманнов в Галлию (356—360). Битва при Аргенторате (357).
- Персия, отразив вторжения среднеазиатских племён (350—358) и заручившись их военной поддержкой, возобновляет успешную войну с Римской империей (358—363). Осада Амиды (359). Персидский поход Юлиана II (363). После гибели императора Персия навязывает Римской империи мирный договор на очень выгодных для себя условиях.
- Прокопий поднимает мятеж в Константинополе и узурпирует власть (365—366), но терпит поражение от императора Валента II. Готская война (367—369) — победоносные походы Римской армии за Дунай.
- Вторжение гуннов в Европу и разгром остготского племенного союза (375). Началось Великое переселение народов. Под давлением гуннов готы начали переселяться в Римскую империю во Фракию (376). Восстание готов (377—382) против римских властей. Битва под Адрианополем (378) принесла победу вестготам над римской армией, император Валент погиб.
- Христианство фактически становится государственной религией в Римской империи (380; Edict of Thessalonica). Первый Константинопольский собор (381; второй Вселенский собор), издано Послание (7 правил).
- Государство Северная Вэй (386—534) образовано в результате объединения Северного Китая племенем Тоба. Битва у реки Фей (383).
- Битва на реке Фригид (394) — римская армия Феодосия I с участием Стилихона и Алариха наносит поражение узурпатору Евгению (392—394).
- Разделение Римской империи на Западную и Восточную (395).
- Поход Алариха на Константинополь (395) закончился неудачей. Он бежал от армии Стилихона (397) и вскоре возобновил вторжение в Грецию и затем в Италию.

| Государственные деятели    | Государственные деятели     | Государственные деятели      | Государственные деятели                      | Государственные деятели | Государственные деятели | Государственные деятели |
| -------------------------- | --------------------------- | ---------------------------- | -------------------------------------------- | ----------------------- | ----------------------- | ----------------------- |
|                            |                             |                              |                                              |                         |                         |                         |
| Юлиан II 331—363 император | Валент II 328—378 император | Феодосий I 346—395 император | Чандрагупта II ?—415 Махараджа Империя Гупта |                         |                         |                         |

| Галерея               | Галерея     | Галерея                | Галерея                              | Галерея | Галерея | Галерея | Галерея | Галерея |
| --------------------- | ----------- | ---------------------- | ------------------------------------ | ------- | ------- | ------- | ------- | ------- |
|                       |             |                        |                                      |         |         |         |         |         |
| Римская империя (395) | Азия (400). | Закавказье (I—IV века) | Иероним Стридонский писатель 342—420 |         |         |         |         |         |

## Изобретения, открытия
- Стремя (самое раннее полноценное стремя найдено в гробнице династии Цзинь 322 года).

## Личности
- Августин Блаженный, христианский богослов, философ, один из Отцов основателей христианской церкви.
- Децим Магн Авзоний, латинский грамматик, ритор, поэт.
- Руф Фест Авиен, древнеримский поэт, писатель, географ.
- Секст Аврелий Виктор, римский историк, автор труда «О Цезарях».